# Clathrogaster
Clathrogaster är ett släkte av svampar. Clathrogaster ingår i familjen Hysterangiaceae, ordningen Hysterangiales, klassen Agaricomycetes, divisionen basidiesvampar och riket svampar.
|               | Hysterangium                                                                       |
|               |                                                                                    |
|               | Aroramyces                                                                         |
|               |                                                                                    |
|               | Circulocolumella                                                                   |
|               |                                                                                    |
|               | Boninogaster                                                                       |
|               |                                                                                    |
| Clathrogaster | \| \| Clathrogaster beccarii \| \| \| \| \| \| Clathrogaster vulvarius \| \| \| \| |
|               | \| \| Clathrogaster beccarii \| \| \| \| \| \| Clathrogaster vulvarius \| \| \| \| |
|               | Clathrogaster beccarii                                                             |
|               |                                                                                    |
|               | Clathrogaster vulvarius                                                            |
|               |                                                                                    |

|  | Clathrogaster beccarii  |
|  |                         |
|  | Clathrogaster vulvarius |
|  |                         |